# Cầm Xuân Ế
Cầm Xuân Ế (sinh 1949), người Thái là một Thiếu tướng Quân đội nhân dân Việt Nam. Ông từng giữ chức Phó Tư lệnh Quân khu 2, Đại biểu Quốc hội Việt Nam khóa XI, thuộc đoàn đại biểu Sơn La.